# 終極獵殺令
《終極獵殺令》（英語：Trauma Center）是一部2019年美國動作驚悚片，由麥特·伊斯坎達里執導，妮基·韋蘭和布魯斯·威利主演。劇情講述一名受傷的年輕女子為擺脫追來的殺手而躲進一家醫院，腿上的子彈成為可怕謀殺案的證據。電影於2019年12月6日美國有限上映及VOD發行。

## 演員
- 妮基·韋蘭（英语：Nicky Whelan）飾演麥迪遜·泰勒（Luke Taylor）
- 布魯斯·威利飾演史蒂夫·華克中尉（Lt. Steve Wakes）
- 帝托·歐提茲（英语：Tito Ortiz）飾演皮爾斯警探（Det. Pierce）
- 德克薩斯·貝托飾演圖爾中士（Sergeant Tull）
- 琳恩·吉爾馬丁（英语：Lynn Gilmartin）飾演克莉絲朵護士（Nurse Crystal）
- 拉拉·肯特（Lala Kent）飾演蕾妮（Renee）
- 瑟吉歐·瑞佐托（Sergio Rizzuto）飾演馬可仕（Marcos）
- 史提夫·賈騰柏格飾演瓊斯醫生（Dr. Jones）
- 泰勒·強·歐森（Tyler Jon Olson）飾演東尼·馬丁警探（Det. Tony Martin）
- 傑西·普魯特（Jesse Pruett）飾演買主菲爾（Customer Phil）
- 希瑟·約翰森（Tyler Jon Olson）飾演瑞秋護士（Nurse Rachel）

## 發行
《終極獵殺令》由獅門排定2019年12月6日在美國有限上映，並同時以VOD發行。電影從美國小規模院線中取得9.2萬美元的票房。

## 外部連結
- 互联网电影数据库（IMDb）上《終極獵殺令》的资料（英文）